# 藤本和宏
藤本和宏（1947年11月28日—）為日本的棒球選手，出生於山口県。他曾效力於日本職棒廣島鯉魚等，守備位置為投手，1974年退休，生涯通算10勝。